# Baco Noir
Baco Noir (auch Baco noir) ist eine Rotweinsorte, die 1902 durch François Baco (1865–1947) gezüchtet wurde.

## Abstammung
Kreuzung von Folle Blanche × Riparia Grand Glabre und ist daher eine Interspezifische Kreuzung.

## Verbreitung
Die früh reifende Sorte war in Frankreich weit verbreitet. Durch das EU weite Verbot zur gewerblichen Nutzung von Hybridreben ist die Sorte dort praktisch nicht mehr bekannt.
1951 wurde Baco noir in den USA eingeführt, wo sie in vielen kühleren Weinbauregionen (New York (→ Weinbau in New York, 240 Hektar Rebfläche mit Baco noir), Michigan (→ Weinbau in Michigan), Mississippi (→ Weinbau in Mississippi), Wisconsin (→ Weinbau in Wisconsin), New Hampshire (→ Weinbau in New Hampshire) und Pennsylvania (→ Weinbau in Pennsylvania)) auch heute noch von großer Bedeutung ist. Seit 1955 ist die Rebsorte auch in Kanada in Gebrauch. In Kanada wird in der Regel der George-Klon verwendet. Kleine Bestände sind auch in der Schweiz bekannt. (1,1 ha, Stand 2007, Quelle: Office fédéral de l'agriculture OFAG)
Die Weltanbaufläch beträgt 475 ha (Stand 2013).

## Wein
Baco noir ergibt körperreiche, säurereiche Rotweine, die angenehm und fruchtig sein können. Daher wird aus der reich tragenden Rebsorte auch Roséwein hergestellt.

## Eigenschaften
Wegen seines frühen Austriebs ist Baco noir stark spätfrostgefährdet.

## Synonyme
24-23 Baco, Baco 1, Baco 1-24, Baco 24-23, Baco Negru, Bacoi, Bago, Bako Noar, Bako Sieiski, Bako Speiskii, Bakon, E X A Wolfschlugen, Frybert.